# Le Bachut
Le Bachut est un quartier de la ville de Lyon situé dans le 8e arrondissement.
Il est traversé par l'avenue Berthelot et la rue Marius Berliet. Desservi par le tramway, il est relié à la Presqu'île, à l'hôpital Édouard-Herriot et au campus de Bron. En mai 2007 a été inaugurée la médiathèque du Bachut, baptisée Médiathèque Marguerite Duras, située place du 11 novembre 1918. La mairie du 8e arrondissement et la Maison de la Danse complètent l'activité.

## Histoire
Pendant la Seconde Guerre mondiale, la place du Bachut est agrandie et l'avenue Berthelot élargie. C'est pendant cette période que le projet de J.H. Lambert voit le jour : il prévoit pour l'après-guerre la construction de 6 840 logements axés sur l'avenue Berthelot prolongée (actuelle avenue Jean Mermoz), mais aucun des projets ne verra le jour. En 1959, le 8e arrondissement est créé. C'est dans les années 1950 que l'urbanisation de l'avenue Jean Mermoz s'effectue : neuf immeubles de deux à quinze étages au nord, quarante-sept villas et sept immeubles de deux à douze étages au sud. Un maximum d'espace est libéré entre les constructions pour permettre une bonne aération et un ensoleillement optimal. Dans les années 1960, le Bachut apparaît comme un axe de vie coupé du reste de l'arrondissement et notamment du quartier des États-Unis à cause de la barrière que forment les usines Paris-Rhône et Lenzbourg. Le quartier présente un mélange de bâtiments de faible hauteur et des immeubles HLM, ce qui ne favorise pas une vie de quartier homogène. C'est alors que la municipalité, soucieuse de créer un centre de quartier, confie à l'architecte P. Bourdeix la réalisation d'un complexe public comprenant une mairie et un théâtre : l'avenue Berthelot est élargie et le carrefour route d'Heyrieux-avenue Jean Mermoz est aménagé. Ce qui a pour effet de détruire l'effet de place.
Avec la réalisation du tramway en 2001, la place du 11 novembre, toujours surnommée place du Bachut par les Lyonnais, est réaménagée. En mai 2007, le Bachut s'affirme comme étant le centre du quartier avec la réalisation de la Médiathèque Marguerite Duras.
Le nom du quartier, qui reste très usité bien qu'il n'a aucune valeur officielle, viendrait des milieux de la pêche : un bacheur, bachoir, bachel, bachuel, etc., utilisé à Lyon ou Avignon, est un bateau vivier ; un bachu est un coffre percé de trous qui sert aussi à conserver le poisson vivant. .Cependant, rien ne vient corréler cette hypothèse : le quartier ne semble pas avoir d'activité de pêche dans le passé. Dans la région lyonnaise une pierre placée sous une pompe est nommée bachat. Un abreuvoir était mis à disposition des chevaux faisant halte dans les dépendances de l'auberge du Mouton Blanc. Une autre hypothèse est donc que le nom d'usage vient de l'activité d'un lieu, reconnu comme une étape privilégiée dans un long voyage, pour les hommes et leurs montures.